# Gronowiec szary

Cykl rozwojowy gronowca szarego

Gronowiec szary (Botrytis cinerea Pers.) – gatunek grzybów z rodziny twardnicowatych (Sclerotiniaceae). Według ankiety przeprowadzonej wśród fitopatologów przez czasopismo „Molecular Plant Pathology” w 2012 r. gatunek ten znalazł się na drugim miejscu gatunków grzybów o największym znaczeniu w gospodarce człowieka.

## Systematyka i nazewnictwo
Pozycja w klasyfikacji według Index Fungorum: Botrytis, Sclerotiniaceae, Helotiales, Leotiomycetidae, Leotiomycetes, Pezizomycotina, Ascomycota, Fungi.
Synonimy:
- Botrytis cinerea Pers. 1794 subsp. cinerea
- Botrytis cinerea subsp. sclerotiophila (Klotzsch) Sacc. 1881
- Botrytis cinerea Pers. 1794 var. cinerea
- Botrytis cinerea var. dianthi Voglino
- Botrytis cinerea var. sclerotiophila (Klotzsch) Sacc. 1886
- Polyactis sclerotiophila Klotzsch 1873[3].

Jest anamorfą bliżej nieokreślonego gatunku z rodzaju Botryotinia.

## Rozwój
Z zarodników kiełkujących na powierzchni rośliny rozwijają się strzępki rostkowe, które przez naturalne szczeliny w tkankach bądź przez uszkodzenia wnikają do wnętrza rośliny, pobierając z niej substancje pokarmowe. Na powierzchni tworzą szary, pylasty nalot składający się z bardzo licznych konidioforów, na końcach których wytwarzane są bezpłciowo ogromne ilości zarodników konidialnych dokonujących dalszych infekcji. Zarodniki przenoszone są przez prądy powietrza, krople deszczu i w różny inny sposób. Wytwarzane są zarówno makrokonidia, jak i mikrokonidia. Te pierwsze są jednokomórkowe, bezbarwne, o elipsoidalnym kształcie i rozmiarach 9–15 × 6,5–10 μm. Oprócz konidiów na powierzchni wytwarzane są także (dużo rzadziej) formy przetrwalnikowe – skleroty o barwie od ciemnobrunatnej do czarnej. Gdy wykiełkują tworzą się na nich owocniki typu apotecjum z charakterystycznym trzonkiem. W apotecjach powstają zarodniki płciowe – askospory. Są jednokomórkowe, bezbarwne, elipsoidalne i mają rozmiar 9–12 × 4–6 μm.

## Znaczenie
Gatunek rozprzestrzeniony na całym świecie. Poza Antarktydą występuje na wszystkich kontynentach, a także na niektórych wyspach.
Saprotrof i pasożyt. Rozwija się na resztkach roślin, korzeni, sadzonkach, nasionach, owocach, kwiatach, kwiatostanach. Atakuje bardzo wiele gatunków roślin, wywołując chorobę zwaną szarą pleśnią. Choroba ta rozwija się u różnego rodzaju uprawianych roślin: w sadach, winnicach, ogrodach, na polach uprawnych, u roślin doniczkowych, w szkółkach leśnych, a także w przechowalniach owoców i warzyw i wywołuje duże szkody gospodarcze. Rozwija się także na roślinach dziko rosnących.